# Parameioneta bilobata
Parameioneta bilobata är en spindelart som beskrevs av Li och Zhu 1993. Parameioneta bilobata ingår i släktet Parameioneta och familjen täckvävarspindlar. Inga underarter finns listade i Catalogue of Life.